# 나를 위한 기도, 셀프컴패션
《나를 위한 기도, 셀프컴패션》은 크리스토퍼 K. 거머가 저술한 책이다. 2011년 9월 25일 아름드리미디어가 초판을 발행하였다.

## 주요 내용
저자는 책을 통해 고통에 맞서 저항하기 보다는, 타고난 자기-연민을 통해 자연스럽게 회복하는 길로써 '마음챙기는 자기-연민'을 소개한다. 책 1부에서는 마음챙김을 기르는 방법과 자기-연민에 대해서 설명하고, 2부에서는 자기-연민 수련법인 자애명상에 대해서 설명하고 있다.